# Episodi di Polizia squadra soccorso (quarta stagione)
La quarta stagione della serie televisiva Polizia squadra soccorso è stata trasmessa in anteprima in Australia dalla ABC tra il 27 aprile 1995 e il 20 luglio 1995.
| nº | Titolo originale         | Titolo italiano | Prima TV Australia | Prima TV Italia |
| -- | ------------------------ | --------------- | ------------------ | --------------- |
| 1  | On the Outer             |                 | 27 aprile 1995     |                 |
| 2  | Conduct Endangering Life |                 | 4 maggio 1995      |                 |
| 3  | Wrong Side of the Road   |                 | 11 maggio 1995     |                 |
| 4  | Something's Got to Give  |                 | 18 maggio 1995     |                 |
| 5  | Guardian Angel           |                 | 25 maggio 1995     |                 |
| 6  | Double Jeopardy          |                 | 1º giugno 1995     |                 |
| 7  | Crossing the Line        |                 | 8 giugno 1995      |                 |
| 8  | Damage Control           |                 | 15 giugno 1995     |                 |
| 9  | Public Mischief          |                 | 22 giugno 1995     |                 |
| 10 | Breaking Strain          |                 | 29 giugno 1995     |                 |
| 11 | The Sharp End            |                 | 6 luglio 1995      |                 |
| 12 | Rescue Me                |                 | 13 luglio 1995     |                 |
| 13 | Wild Card                |                 | 20 luglio 1995     |                 |